# گل زنگوله‌ای شیلی
لاپاجریا روزه‌آ (نام علمی: Lapageria rosea) یا گل زنگوله‌ای شیلی (به انگلیسی: Chilean Bellflower) نام یکی از گونه‌های گیاهان گلدار است.
گل زنگوله‌ای شیلی گل ملی کشور شیلی یکی از کشورهای آمریکای جنوبی است.